# Webster (contea di Burnett, Wisconsin)
Webster è un villaggio degli Stati Uniti d'America, situato in Wisconsin, nella contea di Burnett.